# Высшее командование джихада и освобождения
«Высшее командование джихада и освобождения» (араб. القيادة العليا للجهاد والتحرير‎) — объединение иракских повстанцев, вело вооружённую борьбу против армии США и правительства Ирака после американской интервенции. Создано в 2007 году, в его состав вошли 23 боевых группы, в том числе крупнейшая суфийская повстанческая организация «Армия мужчин накшбандийского ордена» (представители тариката накшбандия). Объединение возглавил Иззат Ибрагим ад-Дури, бывший председатель Совета революционного командования и секретарь Партии арабского социалистического возрождения.
В своём первом заявлении «Высшее командование» обратилось к США с требованиями: признать организации сопротивления единственными законными представителями Ирака, вывести войска с территории Ирака, прекратить убийства и разрушения, освободить заключённых, компенсировать Ираку потери от оккупации.
Ядро объединения составляла «Армия мужчин накшбандийского ордена», созданная в декабре 2006 года после казни Саддама Хуссейна через повешение, что вызвало негодование у его сторонников. Во время правления Хуссейна суфии занимали хорошее положение, сам ад-Дури был из кадирийского тариката. В первые годы после падения власти баасистов и оккупации Ирака суфии не участвовали в масштабном суннитском сопротивлении, в котором доминировали салафиты. Боевые группы, связанные с Аль-Каидой, нападали на суфиев и их священные места, уничтожали могилы суфийских святых. Хотя иногда суфии и салафиты действовали совместно — во время битвы за Эль-Фаллуджу в 2004 году, когда город контролировало «Совещательное собрание моджахедов», представлявшее союз салафитов, суфиев и баасистов. Однако после нарастания хаоса и уровня насилия в Ираке суфии стали жаловаться на нападения со стороны шиитов и взяли в руки оружие. С 2005 года началось формирование суфийских вооружённых групп для сопротивления американцам.
«Высшее командование» являлось идеологическим противником Исламского государства — «Высшее командование» выступало за светское государство в международно признанных границах Ирака, в то время как ИГ стремится создать салафитский халифат на территории нескольких государств. Ад-Дури осуждал действия ИГ по изгнанию христиан из Мосула и преследованию езидов, «Армия мужчин накшбандийского ордена» запрещала своим бойцам нападать на гражданских лиц независимо от их этнической и религиозной принадлежности. Однако объединяющая их ненависть к США и иракскому правительству заставляла их в ряде случаев сотрудничать. Так, «Высшее командование» вместе с ИГ принимало участие в штурме Мосула в ходе летнего наступления ИГ на севере Ирака в 2014 году.
По состоянию на 2015 год «Армия мужчин накшбандийского ордена», являвшаяся основой «Высшего командования», считалась наиболее сильной и влиятельной повстанческой организацией в Ираке после ИГ.